# ENTAC
L'Entac (acronyme de « ENgin Téléguidé AntiChar ») était un missile antichar filoguidé français, développé au début des années 1950 par la DTAT (Direction Technique des Armements Terrestres). Adopté par l'armée française en 1958, il fut produit par Nord-Aviation, qui devint en 1970 la société aerospatiale. 
Quand la production cessa, en 1974, près de 140 000 missiles avaient été construits.

## Historique
Développé par la DTAT en même temps que le SS.10 de la société Nord Aviation, le missile n'entra en service qu'en 1957. Pour des raisons industrielles, sa production, qui débuta cinq ans après celle de son concurrent, fut néanmoins confiée à la société Nord Aviation à partir de 1958.
L'ENTAC, considéré comme une amélioration du SS.10 pouvait, comme ce dernier, être utilisé soit par un fantassin, soit à partir d'un petit véhicule tel que la Jeep.
Le missile ENTAC était servi par un « sous-officier tireur », formé au cours de six semaines de stage au CPCIT de Mailly (Canjuers à partir de 1974). La sélection des futurs tireurs était essentiellement basée sur le niveau intellectuel des sous-officiers, leur très bonne acuité visuelle et le parfait contrôle de leur émotivité (maîtrise parfaite de soi). Le stage était orienté sur les connaissances techniques et électroniques du missile ENTAC, ainsi que sur celles des composantes du poste de tir. Parallèlement était mené un entraînement sur simulateurs de tir, afin d'amener les futurs tireurs à la maîtrise complète de l'engin en vol. Ces entraînements aboutissaient au tir de deux ENTAC par semaine sur des objectifs fixes ou mobiles situés à diverses distances, allant de 800 à 2 000 mètres. L'élimination du tireur était prononcée à partir de la deuxième semaine du stage si son pourcentage de « coup au but » était inférieur à 60 %. Les tireurs confirmés recevaient en fin de stage un insigne de spécialité ainsi qu'un brevet. Ils rejoignaient ensuite leur régiment d'affectation, qui prononçait leur emploi au sein de la section ENTAC, composante de la Compagnie d'Appui (C.A.)

## Principe du guidage
Un tir de missile ENTAC se décompose comme suit :
Avant le tir
1. Le tireur aligne les jumelles fixées sur la boîte de télécommande (BT) sur l'objectif à détruire ;
2. À l'aide du sélecteur de la BT, il sélectionne un missile parmi ceux installés (plusieurs possibilités de mise en batterie, de deux à dix missiles, à terre ou sur véhicule, selon les circonstances) ;
3. Il s'assure, à l'aide du commutateur S.C.T (Sécurité-Contrôle-Tir), que le missile est en ligne ;
4. Il actionne le bouton de mise à feu ;

Au départ de l'ENTAC de sa caisse de lancement
1. Le tireur procède au « dégrossissage » en profondeur et en direction à l'œil nu, et en agissant sur le manche de télécommande, manié initialement de façon franche et énergique, il ramène le missile dans son axe de vision et à bonne hauteur ;
2. Toujours à l'œil nu, mais en agissant sur le manche de télécommande de façon plus nuancée, le tireur procède au « centrage », qui consiste à amener avec précision le missile en direction exacte de l'objectif et à l'aplomb de celui-ci, pour visualiser facilement son traceur au-dessus de l'objectif dans le champ des jumelles lorsqu'il passera à la phase suivante ;
3. Le tireur maintient alors son missile en vol « stabilisé » et passe aux jumelles, afin d'avoir un champ de vision plus restreint (grossissement de l'objectif). Il procède ensuite à « l'alignement », qui consiste à amener le missile, par des ordres de faible amplitude, en superposition sur le centre de l'objectif et l'y maintenir jusqu'au contact, suivi de l'explosion. La phase d'alignement ne doit pas excéder cinq secondes.

## Caractéristiques
L'installation de tir du missile est constituée par sa caisse de lancement, qui est connectée à un poste opérateur capable de gérer dix engins. Des affûts quadruples mobiles peuvent être installés à terre ou sur des véhicules. Le missile et les accessoires de tir peuvent être transportés à dos d'homme. Le guidage s'effectue au moyen d'un dispositif de type joystick actionné manuellement, qui transmet les corrections de trajectoire par des fils qui se déroulent derrière le missile. Comme beaucoup de missiles antichars de première génération, sa portée minimale est importante en raison du temps nécessaire pour atteindre la vitesse de vol et pour être sous contrôle de l'opérateur.
Les possibilités des sections de missiles (SS.10 ou ENTAC) sont limitées par :
- La relative difficulté à manœuvrer en tout-terrain et à se déplacer en zone contaminée par la radioactivité ;
- L'absence de blindage, qui rend l'arme, le véhicule et les servants justiciables du tir des armes légères d'infanterie ;
- La cadence de tir relativement faible, chaque pilote ne pouvant guider qu'un missile à la fois ;
- La nécessité de disposer de champs de tir profonds et dégagés, afin de pouvoir suivre les missiles pendant toute la durée de leur trajet vers leur cible ;
- L'impossibilité de mettre en œuvre le missile en dessous d'une portée de 400 m (ENTAC) ou 800 m (SS.10) ;
- L'inaptitude au tir de nuit, les missiles de cette époque ne disposant pas encore de systèmes de vision nocturne.

### Composition du poste de tir ENTAC
- 1 boîte de télécommande TR 10 ;
- 3 boîtes d'alimentation (Batteries 2 A/h) BA 200 ;
- 2 tourets de 100 mètres ;
- 10 cordons de 10 mètres ;
- 2 ensembles de sélection ;
- 1 contrôleur de poste de tir ;
- 1 affût quadruple ;
- 3 bouchons chargeurs.

### Spécifications techniques
- Poids du système complet en coffre de transport (un missile) : 37 kg ;
- Poids en caisse de lancement : 17 kg ;
- Poids du missile en vol : 12 kg ;
- Longueur du missile :	800 mm ;
- Envergure : 375 mm ;
- Diamètre du corps : 150 mm ;
- Vitesse de croisière constante : De 80 à 85 m/s à partir de 12 mètres ;
- Portée maximale : 2 000 m ;
- Portée minimale : 400 m (Distance minimale nécessaire de réponse au guidage) ;
- Sécurité au départ : 250 m (Distance d'armement de la fusée de la charge militaire) ;
- Rayon de virage : 650 m ;
- Températures d'emploi : −30 à +50 °C ;
- Perforation :	
  - Tête de 130 mm : 620 mm d'acier, 250 mm de béton ;
  - Tête de 105 mm : 480 mm d'acier, 200 mm de béton ;
- Angle d'incidence maximal : 78°.

## Utilisateurs

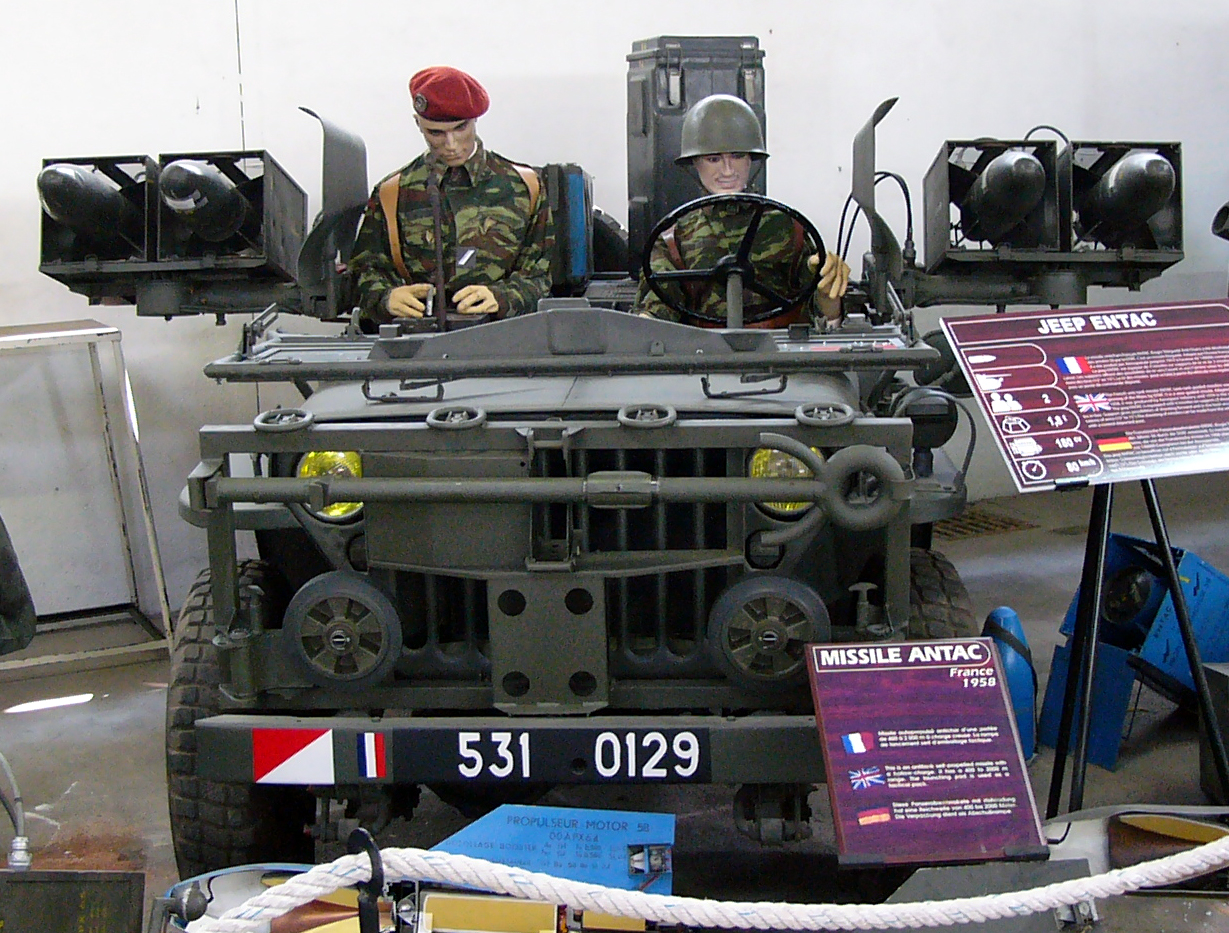
Hotchkiss M201 française équipée de quatre missiles ENTAC.

Outre la France, son pays d'origine, l'ENTAC a été employé par de nombreuses armées, dont celles des États-Unis (sous la référence MGM-32) et de l'Australie.
- Afrique du Sud : Environ 500 acquis en 1969 ;
- Australie : Environ 500 commandés en 1962 et livrés de 1963 à 1964 ;
- Belgique : Environ 2 500 commandés en 1961 et livrés de 1961 à 1966 ;
- Canada : Environ 2 000 commandés en 1959 et livrés de 1960 à 1963[2]. ;
- États-Unis : 1963, sous le nom de MGM-32A ;
- France : 1957 ;
- Inde : Environ 2 000 commandés en 1967 et livrés de 1968 à 1971 ;
- Indonésie : Environ 500 commandés en 1962 et livrés de 1963 à 1964 ;
- Iran : Environ 2 000 commandés en 1966 et livrés de 1966 à 1969 ;
- Israël : Environ 1 000 commandés en 1962 et livrés de 1963 à 1964 ;
- Liban :  Environ 200 commandés en 1966 et livrés en 1967 ;
- Maroc : Environ 500 commandés en 1972 et livrés de 1973 à 1974 ;
- Norvège : Environ 1 000 commandés en 1965 et livrés de 1966 à 1968.

## Sources et bibliographie
- Ouvrage collectif, Mémoire d'usine : 1924-1985 - 60 ans à la production d'avions et d'engins tactiques, Société Européenne des Arts Graphiques, 1985 (ISBN 2-86738-086-3)
- Roland Narboux, De Hanriot à l'aerospatiale : L'histoire des avions et des missiles à Bourges et dans le Cher 1910 - 1990, Imprimerie Tardy Quercy SA, 1990, 247 p. (EAN 2000060755283)
- Ouvrage collectif, L'épopée aérospatiale à Bourges : L'album photographique 1928 - 1996, Imprimerie Color 36, 2007, 320 p. (ISBN 978-2-9529002-0-1)
- Instruction générale sur le tir de l'infanterie, INF 301/5A, le tir des ENTAC. Édition 1968.
- Instruction générale sur le tir de l'infanterie, INF 401/5, le missile antichar ENTAC, modèle 1958. Édition 1966.